# رویال مارین وی‌اس‌وی
رویال مارین وی‌اس‌وی (به انگلیسی: Royal Marine VSV) یک کشتی است.